# Hjørdis (serie televisiva)
Hjørdis è una serie televisiva danese creata e prodotta da Christian Torpe, e diretta da Lars Kaalund. La serie è lo spin-off della serie televisiva Rita. È stata trasmessa dal 18 maggio all'8 giugno 2015 sul canale TV 2, mentre in altri paesi è stata distribuita da Netflix; in Italia è inedita.

## Trama
La serie si concentra sull'insegnante Hjørdis che prova a mettere in scena una recita scolastica sul bullismo.

## Personaggi e interpreti
- Hjørdis, interpretata da Lise Baastrup
- Helle, interpretata da Ellen Hillingsø
- Gert, interpretato da Martin Brygmann
- Anders, interpretato da Robert Hansen
- Einar, interpretato da Pauli Ryberg
- Segretario, interpretato da Jakob Fauerby
- Freja, interpretata da Caroline Vedel

## Episodi
| nº | Titolo originale | Titolo italiano | Prima TV Danimarca | Pubblicazione Italia |
| -- | ---------------- | --------------- | ------------------ | -------------------- |
| 1  | Gæsten           |                 | 18 maggio 2015     | inedita              |
| 2  | Gruppen          |                 | 25 maggio 2015     | inedita              |
| 3  | Prinsessen       |                 | 1º giugno 2015     | inedita              |
| 4  | I rampelyset     |                 | 8 giugno 2015      | inedita              |